# K.R.C. Genk
Koninklijke Racing Club Genk, poznan tudi kot Racing Genk ali samo Genk je belgijski nogometni klub iz mesta Genk. Klub je bil ustanovljen leta 1988, ko sta se združila kluba Waterschei Thor in KFC Winterslag. Do konca devetdesetih let dvajsetega stoletja je bil Genk eden najuspešnejših belgijskih klubov in se redno uvrščal na evropska tekmovanja. Genk v 1. belgijski ligi nastopa že od sezone 1996/97, barvi dresov sta bela in modra, domače tekme pa klub igra na stadionu Cristal Arena.
Genk je osvojil tri belgijska prvenstva (v letih 1999, 2002 in 2010) in štiri državne pokale (v letih 1998, 2000, 2009 in 2013). Genk je eden izmed šestih belgijskih klubov, kateri so nastopali v Ligi prvakov. Poleg njega so še Anderlecht, Club Brugge, Gent, Lierse in Standard Liège.